# Conicercembia tepicensis
Conicercembia tepicensis är en insektsart som beskrevs av Ross 1984. Conicercembia tepicensis ingår i släktet Conicercembia och familjen Archembiidae. Inga underarter finns listade i Catalogue of Life.